# バレンシア管弦楽団
バレンシア管弦楽団（バレンシアかんげんがくだん、カタルーニャ語: Orquestra de València）は、スペインのバレンシア州 バレンシアに本拠を置くオーケストラ。

## 概要
1943年、バレンシア市立管弦楽団として発足。初代首席指揮者はジョアン・ラモテ・デ・グリニョンが務めた。
歴代の首席指揮者のもとで、オーケストラのアンサンブル能力は向上し、レパートリーも拡充された。特に、スペイン音楽の演奏・普及において重要な役割を果たし、ホアキン・ロドリーゴ、マヌエル・デ・ファリャ、マヌエル・パラウ、エンリケ・グラナドスなどの作品を録音している。
1950年にホセ・イトゥルビ指揮のもとで、フランスとイギリスへ初の海外公演を行い、以後イタリア、トルコ、ドイツ、オーストリア、チェコ、スイスなどへ定期的に海外ツアーを行っている。
マルティノン、チェリビダッケ、シャイー、フェドセーエフ、フリューベック・デ・ブルゴス、メータ、プラッソンなどを客演指揮者として、バレンボイム、ルービンシュタイン、オイストラフ、ロストロポーヴィチ、イエペス、セゴビアなどを独奏者として招いている。
1987年にバレンシア音楽堂 (Palau de la Música de València) が完成し、同音楽堂のレジデント・オーケストラとなり、より充実した活動を展開している。

## 歴代首席指揮者
- ジョアン・ラモテ・ド・グリニョン (1943年–1949年)
- ハンス・フォン・ベンダ（1949年–1952年）
- ナポレオーネ・アノヴァッツィ（1954年–1956年）
- ハインツ・ウンガー
- ホセ・イトゥルビ
- エンリケ・ガルシーア・アセンシオ (1964年–1965年)
- ペドロ・ピルファノ（1967–1970）
- ルイス・アントニオ・ガルシア・ナバロ (1970年–1974年)
- ロレンツォ・パロモ（1974年–1980年）
- ベニート・ラウレット（1980年–1983年）
- マヌエル・ガルドゥフ（1983年–1997年）
- ミゲル・ゴメス＝マルティネス (1997年–2005年)
- ヤロン・トラウブ（2005年–2018年）
- ラモン・テバール（2018年-2021年）
- アレクサンダー・リーブライヒ (2022年- )[3][4]